# Exzentrischer Jupiter

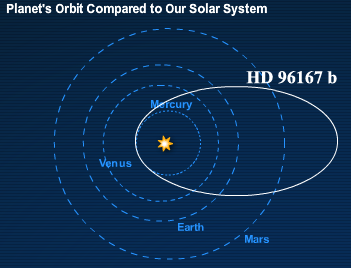
Die Umlaufbahn von HD 96167 b im Vergleich zum Sonnensystem

Als Exzentrischer Jupiter (normalerweise wird der englische Ausdruck Eccentric Jupiter verwendet) wird ein hypothetischer Gasplanet mit jupiterähnlicher Masse und hochgradig exzentrischer Umlaufbahn bezeichnet. Vertreter dieses Typus wurden als Exoplaneten um mehrere Sterne mittels indirekter Methoden nachgewiesen (in der Regel durch Messung der Radialgeschwindigkeit des Sterns). Wahrscheinlich würden sie alle kleineren Planeten im Bereich zwischen ihrem Periastron und Apastron absorbieren oder aus der Umlaufbahn werfen, so dass in solchen Systemen erdähnliche Planeten äußerst unwahrscheinlich sind. Der gegenwärtige Kenntnisstand lässt vermuten, dass etwa 7 % aller Sterne von einem Exzentrischen Jupiter umkreist werden.

## Beispiele
- HD 80606 b
- HD 37605 b
- HD 45350 b
- HD 20782 b
- 16 Cygni Bb